# Unendlich-Kategorie
In der Mathematik ist der Begriff der Unendlich-Kategorie, {\displaystyle \infty }-Kategorie oder Quasikategorie eine Verallgemeinerung des Begriffs der Kategorie.
Während man in einer Kategorie Morphismen zwischen Objekten und in einer 2-Kategorie zusätzlich 2-Morphismen zwischen Morphismen hat, gibt es in einer Unendlich-Kategorie {\displaystyle k}-Morphismen zwischen {\displaystyle k-1}-Morphismen für alle {\displaystyle k=1,2,\dotsc }

## Definition
Eine Unendlich-Kategorie ist eine simpliziale Menge {\displaystyle S_{*}}, die die schwache Kan-Erweiterungs-Eigenschaft erfüllt:
Für {\displaystyle 0<i<n} kann jede simpliziale Abbildung {\displaystyle \sigma _{0}\colon \Lambda _{i}^{n}\to S_{*}} zu einer simplizialen Abbildung {\displaystyle \sigma \colon \Delta ^{n}\to S_{*}} fortgesetzt werden.
Dabei bezeichnet {\displaystyle \Delta ^{n}} den {\displaystyle n}-dimensionalen Standardsimplex und {\displaystyle \Lambda _{i}^{n}} das durch Weglassen von {\displaystyle \partial _{i}\Delta ^{n}} aus {\displaystyle \partial \Delta ^{n}} entstehende „Horn“.

## Beispiele
- Kan-Komplexe sind Unendlich-Kategorien, bei denen die gewünschte Fortsetzung auch für {\displaystyle i=0} und {\displaystyle i=n} stets existiert.[1]
- Der Nerv einer kleinen Kategorie ist eine Unendlich-Kategorie, in der die gewünschte Fortsetzung stets eindeutig ist.[2] Umgekehrt ist eine Unendlich-Kategorien mit eindeutigen Fortsetzungen isomorph zum Nerven einer kleinen Kategorie.[3]
- Das Produkt und Koprodukt (als simpliziale Mengen) von Unendlich-Kategorien ist eine Unendlich-Kategorie.

## Objekte, Morphismen und Funktoren
Ein Objekt einer Unendlich-Kategorie ist ein 0-Simplex {\displaystyle x\in S_{0}}. Ein Morphismus einer Unendlich-Kategorie ist ein 1-Simplex {\displaystyle f\in S_{1}}. Seine Ränder {\displaystyle X=d_{1}f} und {\displaystyle Y=d_{0}f} heißen Quelle und Ziel des Morphismus. Man sagt dann, {\displaystyle f} ist ein Morphismus von {\displaystyle X} nach {\displaystyle Y}. Für jedes Objekt {\displaystyle X} wird die degenerierte Kante {\displaystyle s_{0}(X)} als Identitätsmorphismus {\displaystyle \mathrm {id} _{X}} von {\displaystyle X} bezeichnet.
Eine Homotopie zwischen zwei Morphismen {\displaystyle f,g\colon X\to Y} ist ein 2-Simplex {\displaystyle \sigma } mit {\displaystyle d_{0}\sigma =\mathrm {id} _{Y}}, {\displaystyle d_{1}\sigma =f} und {\displaystyle d_{2}\sigma =g}.
Ein Morphismus {\displaystyle h\colon X\to Z} heißt Komposition zweier Morphismen {\displaystyle f\colon X\to Y} und {\displaystyle g\colon Y\to Z}, wenn es einen 2-Simplex {\displaystyle \sigma } mit {\displaystyle d_{0}\sigma =g,d_{1}\sigma =h,d_{2}\sigma =f} gibt. Die schwache Kan-Eigenschaft garantiert, dass eine Komposition von {\displaystyle g} nach {\displaystyle f} stets existiert, sie ist aber nur bis auf Homotopie eindeutig bestimmt.
Die Homotopie-Kategorie {\displaystyle h{\mathcal {C}}} einer Unendlich-Kategorie {\displaystyle {\mathcal {C}}} hat als Objekte die Objekte von {\displaystyle {\mathcal {C}}} und als Morphismen die Homotopieklassen von Morphismen in {\displaystyle {\mathcal {C}}}. Die Homotopieklasse von {\displaystyle \mathrm {id} _{X}} ist der Identitätsmorphismus von {\displaystyle X} in {\displaystyle h{\mathcal {C}}} und die wohldefinierte Komposition von Homotopieklassen definiert die Komposition von Morphismen.
Ein Isomorphismus in der Unendlich-Kategorie {\displaystyle {\mathcal {C}}} ist ein Morphismus, dessen Homotopieklasse ein Isomorphismus in {\displaystyle h{\mathcal {C}}} ist.
Ein Funktor von Unendlich-Kategorien ist eine simpliziale Abbildung {\displaystyle F\colon {\mathcal {C}}\to {\mathcal {D}}}. Auf der Menge der Funktoren {\displaystyle {\mathcal {C}}\to {\mathcal {D}}} ist wieder die Struktur einer Unendlich-Kategorie erklärt. Sie wird mit {\displaystyle \mathrm {Fun} ({\mathcal {C}},{\mathcal {D}})} bezeichnet.